# Lev americký
Lev americký (Panthera atrox či Panthera leo atrox) je vymřelá kočkovitá šelma známá z fosilních nálezů. Byl to jeden z největších známých zástupců kočkovitých šelem, dorůstal obdobné velikosti jako Panthera leo fossilis, což byl jeskynní lev známý ze starších období pleistocénu. Lev americký byl výrazně větší než moderní africký lev, podle některých odhadů mohl vážit až okolo 500 kg.

## Klasifikace
Lva amerického poprvé popsal americký paleontolog Joseph Leidy roku 1853 pod jménem Felis atrox.
Lev americký byl zpočátku považován za samostatný druh v podčeledi Pantherinae, Panthera atrox. Toto pojmenování pochází z latiny a znamená „krutý” nebo „hrůzostrašný panter”. Někteří paleontologové tento názor přijali, nicméně jiní byli toho názoru, že je lev americký úzce spjatý s moderním lvem pustinným (Panthera leo) a jeho vyhynulým příbuzným lvem jeskynním (Panthera leo spelaea nebo P. spelaea). Následně byl považován spíše za poddruh lva pustinného, nicméně nové studie (Barnett & kol., 2016) již lva amerického i jeskynního považují za samostatné taxony.
Kladistické studie využívající morfologické charakteristiky nebyly schopny vyřešit fylogenetickou pozici lva amerického. Jedna studie považovala lva amerického spolu se lvem jeskynním za nejbližšího příbuzného tygra (Panthera tigris) a uváděla srovnání lebky; zejména mozkovna se zdála být značně podobná mozkovně tygra. Jiná studie, srovnávající lebku a čelisti lva amerického s jinými velkými kočkami, dospěla k závěru, že se lev americký vyvinul z předků, kteří se dostali do Severní Ameriky během pleistocénu a daly původ lvům americkým a jaguárům (Panthera onca). Další studie nicméně seskupila lva amerického se lvem pustinným a tygrem a podobnost s jaguárem připisovala konvergentnímu vývoji.
Analýzy mitochondriální DNA z fosilních pozůstatků nicméně naznačují, že lev americký představuje sesterskou linii ke lvu jeskynnímu. Lev americký se pravděpodobně vyvinul z raných populací lva jeskynního, které byly v Severní Americe izolovány před asi 340 000 lety. Výzkum z roku 2016 potvrzuje také samostatné postavení této šelmy jako sesterského druhu ke lvům Panthera leo a Panthera spelaea. Linie současných lvů a lvů atrox/spelaea se pravděpodobně rozcházely před 1,9 miliony lety.

## Popis
Lev americký je vyhynulé zvíře, které je původem ze Severní Ameriky a později proniklo přes Panamu i do některých oblastí Jižní Ameriky v rámci tzv. velké americké výměny. Dorůstal délky asi 1,6-2,5 m, v kohoutku měřil asi 1,2 metru. Dosahoval podobné nebo větší velikosti než vymřelý Panthera leo fossilis nebo současný tygr ussurijský. Odhady hmotnosti se pohybují od 175 kg (malé samice) po 523 kg (největší samci). Řadí se tak mezi největší kočkovité šelmy vůbec. Byl však přesto menší než jeho současník a potravní konkurent medvěd krátkočelý (Arctodus simus), který byl největším masožravcem Severní Ameriky své doby.

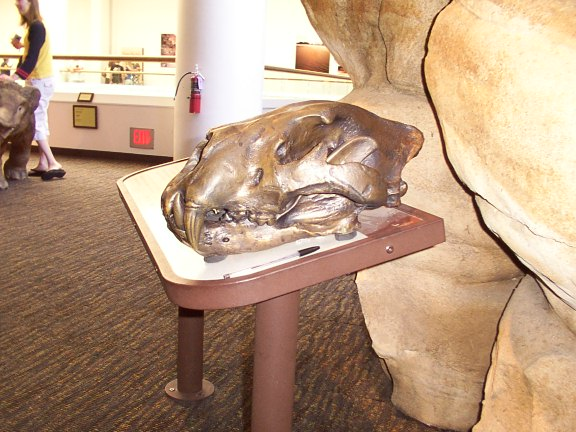
Bronzový odlitek lebky amerického lva, vystavený v přírodovědném muzeu v San Diegu (měřítko viz kuličkové pero položené před lebkou)

Asi 100 exemplářů lvů amerických bylo vyzvednuto z lokality La Brea Tar Pits u Los Angeles (asfaltová ložiska), takže jejich stavba těla je známa celkem dobře. Vzhled a zuby amerického lva byly hodně podobné lvům dnešním, jenom je o dost přesahoval velikostí. Byl pravděpodobně jednobarevný a samci asi neměli hřívu, což se také předpokládá u příbuzného evropského lva jeskynního. Někteří samci amerických lvů však nějakou menší hřívu mít mohli.

## Oblast výskytu
Jižně od Aljašky se lev americký poprvé objevil už před poslední dobou ledovou, v předchozím interglaciálu. Potom se rozšířil od Aljašky po Peru, ačkoliv chyběl na východě severní Ameriky a na Floridě. Lev americký vymřel, stejně jako mnoho dalších velkých savců, na konci pleistocénu, asi před 10000 roky. Do té doby byl lev americký jedním z hojných savců v rámci pleistocenní megafauny, která zahrnovala celou škálu velkých savců. Nálezy pozůstatků jsou hojné z Yukonu a z výše zmíněné lokality La Brea Tar Pits. Jeho nálezy však v asfaltových ložiscích nejsou tak hojné jako u známého šavlozubého tygra smilodona. To se vysvětluje tím, že byl buď inteligentnější a dával si větší pozor, aby do toho asfaltu nepadal, nebo možná používal jinou strategii lovu než smilodon.

## Ekologie
Lev americký žil na části svého areálu v chladném klimatu. Patrně využíval jeskyně a pukliny, aby se ukryl před chladným počasím. Možná pro svá doupata používal i trávu a listí, stejně jak to dělá dnes jiná kočkovitá šelma žijící na severu, tygr ussurijský. Zřejmě se tolik neživil zvířaty uvízlými v asfaltových polích, proto se v těchto vrstvách nenalézá v takových počtech jako jiní predátoři (smilodon, vlk Canis dirus aj). Lev americký patrně lovil jeleny, nyní vyhynulé severoamerické koně, bizony americké, mamuty a jiné velké býložravce.
Vymření asi může souviset s vymíráním koncem pleistocénu, kdy zmizela megafauna, kterou lovil. Jejich kosti byly nalezeny mezi zbytky po kořisti paleolitických Indiánů, takže lov mohl také přispět k zániku amerických lvů. Kopii čelisti prvního nálezu amerického lva je možné vidět v rukou sochy paleontologa Josepha Leidyho, která nyní stojí u budovy akademie přírodních věd ve Philadelphii.